# 中川博夫
中川博夫（なかがわ ひろお、1956年- ）は、日本の国文学者。鶴見大学名誉教授。

## 人物・来歴
東京都生まれ。1980年慶應義塾大学文学部文学科国文学専攻卒、87年同大学院文学研究科国文学専攻博士課程単位取得退学、2012年「鎌倉期関東歌壇の研究」で博士（文学）の学位を取得。1988年徳島大学教養部講師、助教授、93年同総合科学部助教授、1994-1997年国文学研究資料館研究情報部助教授 (併任)、1994年鶴見大学文学部助教授を経て、教授。現在、名誉教授。専門は和歌文学。

## 著書
- 『藤原顕氏全歌注釈と研究』 (笠間注釈叢刊 29) 笠間書院、1999.6
- 『新勅撰和歌集』 (和歌文学大系 6) 明治書院、2005.6
- 『大弐高遠集注釈』 (私家集注釈叢刊 17) 日本古典文学会監修、貴重本刊行会、2010.5
- 『瓊玉和歌集新注』 (新注和歌文学叢書 14 宗尊親王集全注 1) 青簡舎、2014.10
- 『玉葉和歌集（上）』（和歌文学大系 39）明治書院、2016.1
- 『竹風和歌抄新注（上）』 (新注和歌文学叢書 25 宗尊親王集全注 1) 青簡舎、2019.8
- 『竹風和歌抄新注（下）』 (新注和歌文学叢書 26 宗尊親王集全注 2) 青簡舎、2019.9
- 『玉葉和歌集（下）』（和歌文学大系 40）明治書院、2020.6
- 『中世和歌論 歌学と表現と歌人』勉誠出版、2020.11
- 『中書王御詠新注』 (新注和歌文学叢書 30 宗尊親王集全注 3) 青簡舎、2022.1
- 『柳葉和歌集新注』 (新注和歌文学叢書 31 宗尊親王集全注 4) 青簡舎、2023.4
- 『鎌倉期関東歌壇の研究』花鳥社、2025.3

### 共編著
- 『前長門守時朝入京田舎打聞集全釈』（私家集全釈叢書 18）長崎健・外村展子・小林一彦共編、風間書房、1996.10
- 『沙弥蓮瑜集全釈』（私家集全釈叢書 23）長崎健・外村展子・小林一彦共編、風間書房、1999.５

- 『新古今和歌集の新しい歌が見つかった! 800年以上埋もれていた幻の一首の謎を探る』鶴見大学日本文学会・ドキュメンテーション学会、鶴見大学図書館編、久保木秀夫共著、笠間書院、2014.1

- 『これからの国文学研究のために 池田利夫追悼論集』佐藤道生・高田信敬共編、 笠間書院、2014.10

- 『百人一首の現在』田渕句美子・渡邉裕美子共編、青簡舎、2022.10
- 『古典文学研究の対象と方法』佐々木孝浩・佐藤道生・高田信敬共編、花鳥社、2024.3